# Пергалогенування
Пергалогенування (рос. пергалогенирование, англ. perhalogenation) — заміщення усіх атомів гідрогену в молекулі вуглеводню на атоми галогенів. Приміром, перхлорування етилену дає перхлоретилен Cl2C=CCl2, при перфлуоруванні етану утворюється перфлуоретан C2F6.